# Estación Elmonica/Avienda 170th Sureste
Elmonica/Southwest 170th Avenue es una estación de tren ligero de la Línea Azul MAX en Beaverton, Oregón, Estados Unidos. Nombrado en honor a una antigua estación del Oregon Electric Railway, es la undécima parada en dirección oeste del Westside MAX. La parada de la plataforma lateral está ubicada entre Hillsboro al oeste y Beaverton al este.

## Detalles
La estación tiene dos andenes laterales. Al noreste de la estación se encuentra una de las instalaciones donde se almacenan y dan servicio a los trenes MAX, llamada Elmonica Yard, o "Elmo Yard" para abreviar. Como resultado, la mayoría de los trenes de la mañana comienzan aquí y van hacia el oeste hasta la estación Hatfield Government Center de Hillsboro antes de dirigirse a la estación Cleveland Avenue de Gresham, y el servicio al final del día se divide entre terminar aquí o Merlo Road/Southwest 158th Avenue, y Estación Hatfield Government Center de Hillsboro y regresando hacia el este hasta el patio.    

## Historia
La estación de Elmonica lleva el nombre del área, que lleva el nombre de una estación del antiguo Oregon Electric Railway .  La línea MAX sigue el antiguo derecho de paso de Oregon Electric y comparte varios nombres de paradas con el antiguo interurbano. El nombre deriva de los nombres de las hijas de un propietario de terrenos a lo largo de la ruta.  Samuel B. Stoy, un ejecutivo de seguros de Portland, era dueño de una propiedad a lo largo de la línea OE propuesta y solo dio permiso para que el ferrocarril pasara por su propiedad si la compañía aceptaba ponerle a la estación el nombre de sus hijas, Eleanor y Monica.  Después de que la estación se llamara Elmonica, esto llevó a que el área alrededor de la estación también se conociera como Elmonica. 